# Yarkon
Il fiume Yarkon o Yarqon (in ebraico נחל הירקון‎?, Nahal HaYarkon), è un corso fluviale del centro di Israele. Le sorgenti del fiume, in ebraico "verdastro" o "verdognolo" è a Tel Afek, a nord di Petah Tiqwa. 
Scorre ad ovest lungo il Gush Dan ed parco Yarkon di Tel Aviv fino al mar mediterraneo. Il suo nome arabo El-Auja, significa "sinuoso".

## Storia
Il Yarkon è il più grande fiume costiero in Israele con i suoi 27,5 km di lunghezza. Lo Yarkon formava il confine meridionale della vilayet di Beirut durante il periodo dell'Ottomano.

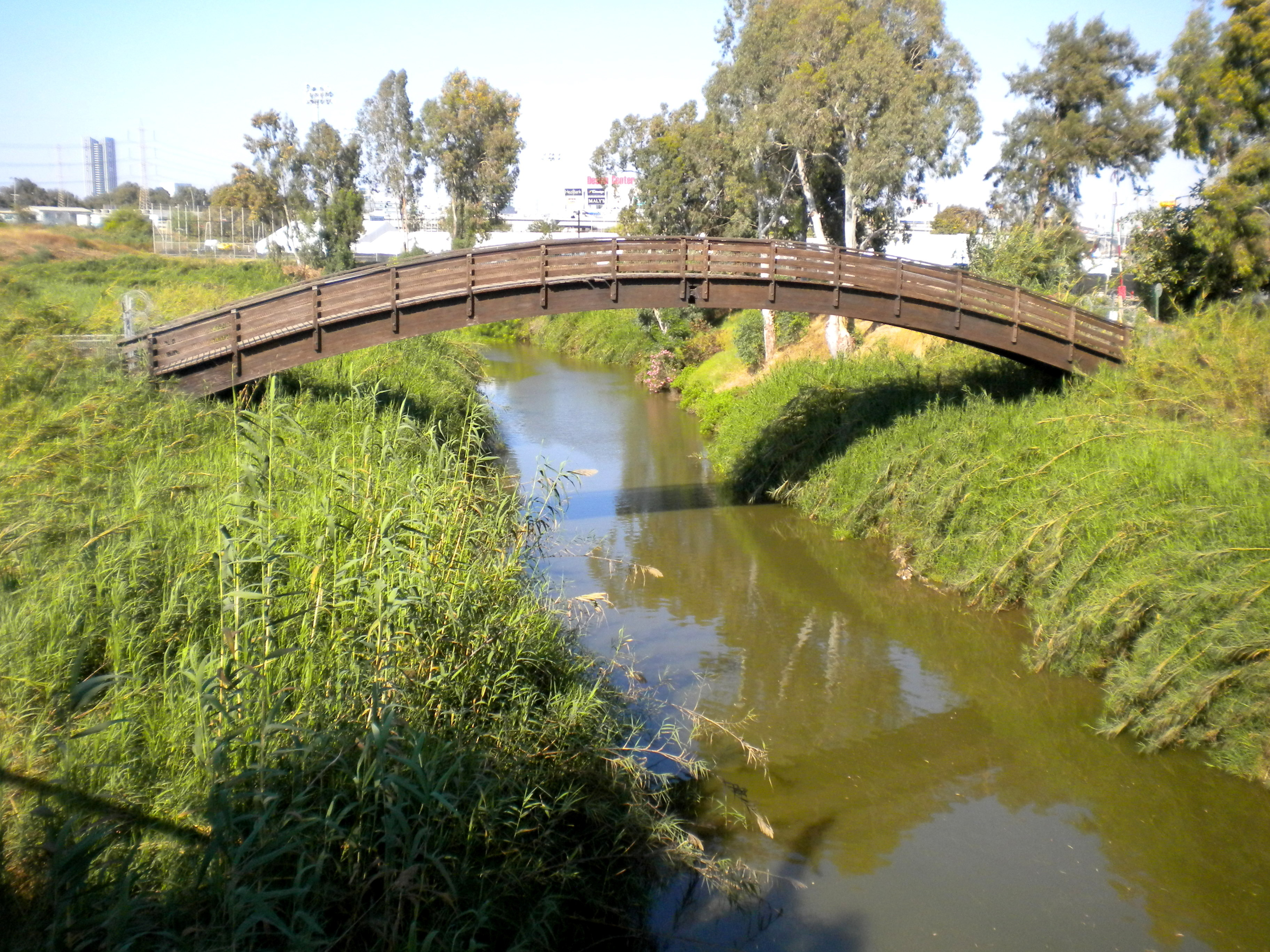

Nel periodo del Mandato Britannico il governo ha concesso i diritti esclusivi Jaffa Electric Company per produrre, distribuire e vendere energia elettrica nel distretto di Jaffa. Questi diritti sono stati consegnati attraverso la "Concessione Auja",  formalmente firmato il 12 settembre 1921. La Concessione ha autorizzato la società a generare elettricità per mezzo di turbine idroelettriche che sfruttavano la forza dell'acqua del fiume Yarkon per fornire elettricità a Jaffa e ad altre località entro i limiti del Distretto amministrativo di Jaffa. 
Purtroppo il piano per la generazione di elettricità mediante quest'impianto idroelettriche non si materializzò mai, l'azienda ha progettato e costruito una centrale elettrica che ha prodotto energia elettrica per mezzo di motori diesel.
A partire dagli anno 1950 il fiume divenne sempre più inquinato e molti ritengono a causa della costruzione del Centrale Elettrica che si trova vicino alla sua foce.
Quando le sorgenti del fiume furono deviate verso il Negev, per l'irrigazione, il livello dello Yarkon è diminuito. Quando liquami ha sostituito il flusso di acqua dolce gli habitat naturali sono stati distrutti e la flora e la fauna sono scomparsi. La situazione si aggravò a causa dei continui scarichi industriali e delle acque reflue comunali con il seguente moltiplicasi delle alghe.

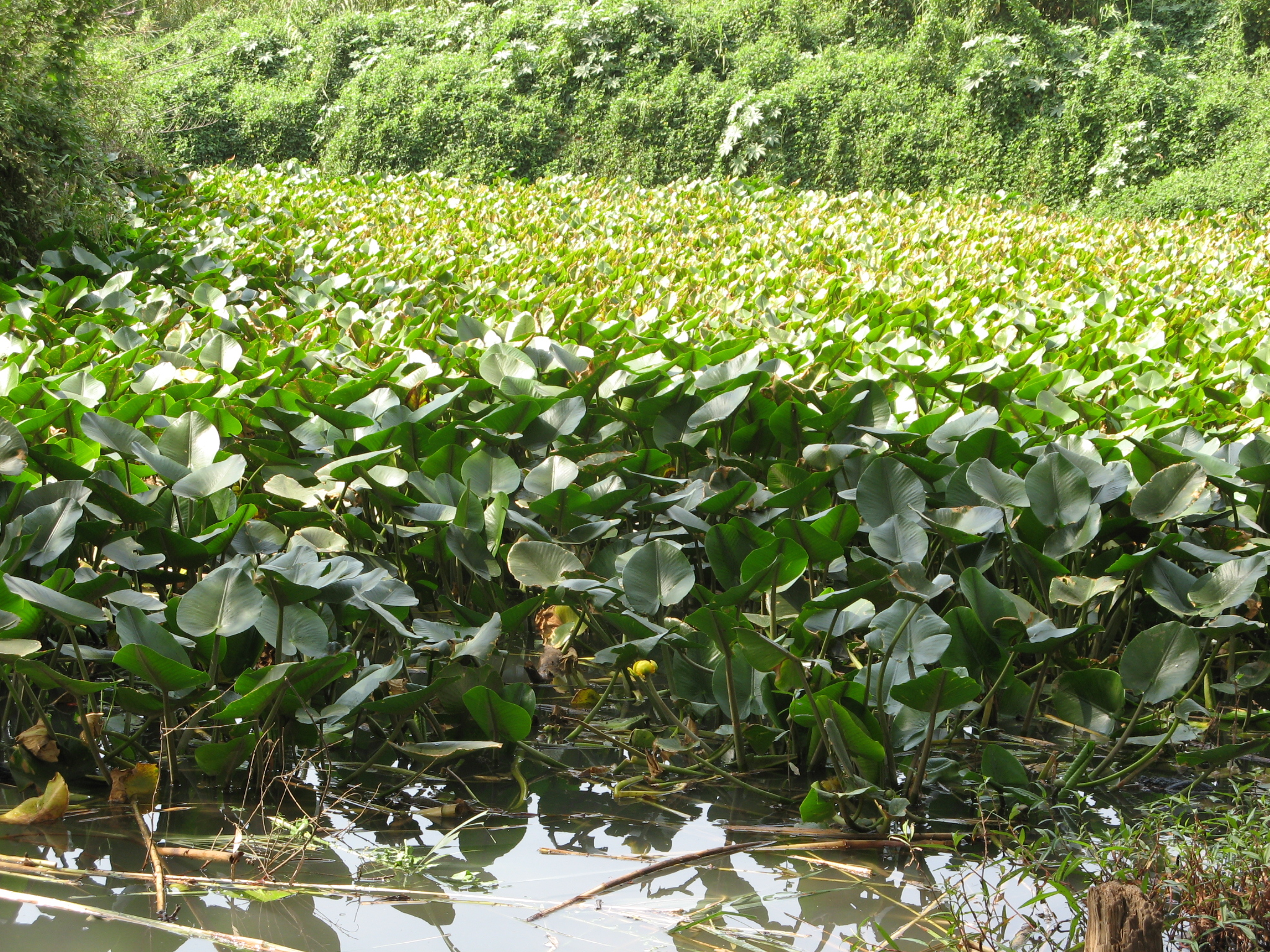
Tappeto di Nuphar lutea nel corso alto dello Yarkon.

## Oggi - Autorità fluviale dello Yarkon
Nel 1988 è stata istituita Autorità fluviale dello Yarkon con il compito di rivitalizzare il fiume e creare sezioni adatte per la vela, la pesca, il nuoto e altre attività ricreative. La qualità dell'acqua è migliorata dopo la costruzione di moderni impianti di depurazione a Hod HaSharon e Ramat HaSharon. Il fiume è stato dragato per ripristinare la profondità originale ed il naturale flusso. 
Le sponde del fiume sono state sollevate e rafforzate; con l'aiuto dei contributi da parte della comunità ebraica australiana tramite il Fondo Nazionale Ebraico sono stati costruiti dei percorsi per escursioni a piedi ed in bicicletta e aree pic-nic e la pesca sportiva.